# Thomas L. Thompson
Thomas L. Thompson, född den 7 januari 1939 i Detroit, Michigan, är en  exeget som tillhör Köpenhamnsskolan. Han var professor i teologi vid Köpenhamns universitet 1993–2009, bor i Danmark och är dansk medborgare.

## Biografi

### Privatliv
Thompson avlade sin B.A. vid Duquesne University, Pittsburgh, Pennsylvania 1962, och sin Ph.D. vid Temple University, Philadelphia, Pennsylvania 1976. 

### Karriär
Thompson har undervisat vid University of Dayton (Instructor in theology, 1964- 65), University of Detroit (Assistant Professor: Old Testament, 1967-69), École Biblique (gästprofessor, 1985-86), Lawrence University (gästprofessor, 1988-89) och Marquette University (associate professor, 1989-93), innan han kom till Köpenhamn. Han var dessutom anställd vid Tübingen Atlas of the Near East som forskare 1969-76.
Han utnämndes till National Endowment for the Humanities Fellow 1988. Han är utgivare av Equinox Press monografiserie Copenhagen International Seminar och tillhör redaktionen för Scandinavian Journal for the Old Testament, Holy Land Studies och Dansk Teologisk Tidsskrift.

## Köpenhamnsskolan
Fokus för Thompsons arbeten har varit mötet mellan Bibeln (särskilt Gamla Testamentet) och  arkeologin. Hans The Historicity of the Patriarchal Narratives (1974), var en kritik av den då dominerande eller i varje fall inom forskarvärlden rikligt företrädda uppfattningen att  biblisk arkeologi hade påvisat historiciteten för personer som Abraham och andra bibliska patriarker.
Hans The Early History of the Israelite People From the Written and Archaeological Sources (1993) gav ytterligare argument för att den bibliska historinen inte var pålitlig. Han sammanfattar: "The linguistic and literary reality of the biblical tradition is folkloristic in essence. The concept of a benei Israel ... is a reflection of no sociopolitical entity of the historical state of Israel of the Assyrian period...."
I The Bible in History: How Writers Create a Past (amerikansk titel: The Mythic Past: Biblical Archaeology and the Myth of Israel) drev han tesen att Bibeln helt, eller nästan helt, är en produkt av perioden mellan  400- och 100-talet f.Kr.. The Bible in History används ofta som kursbok på grundnivå.
Thompson är nära knuten till den rörelse som är känd under namnet biblisk minimalism (givet av dess belackare (andra viktiga peronser är Niels Peter Lemche, Keith Whitelam och Philip Davies), en löst sammansatt grupp av forskare som håller före att den bibliska versionen av historien inte stöds av några arkeologiska bevis som grävts upp ur jorden, utan tvärtom motbevisas av fynden, och att den därför inte kan användas som historisk källa. 
Hans grundläggande studie, The Historicity of the Patriarchal Narratives, ledde till en strid inom den amerikanska forskarvärlden som hindrade honom från att få en lärostol vid något nordamerikanskt universitet. Hans senare arbeten har blivit mottagna på liknande sätt i Nordamerika, men har blivit i stort sett allmänt accepterade i Europa. 
1992 publicerade han The Early History of the Israelite People och 1993 knöts han till teologiska fakulteten vid Köpenhamns universitet som ordinarie professor. Återstoden av decenniet upptogs av delvis hårda strider med konservativa nordamerikanska forskare (ofta betecknade "maximalists", som kan exemplifieras med ett meningsutbyte 2001 mellan Iain Provan, Thompson och Philip R. Davies vid Universitetet i Sheffield i "Journal of Biblical Studies"..